# Ingrid Ernest
Pour l’article homonyme, voir Ernest.
Ingrid Ernest, nom de scène d'Ingrid Isolde Friedegard Schultze (née le 5 avril 1933 à Leipzig, morte le 9 novembre 1975) est une actrice et speakerine allemande.

## Biographie
Elle est la fille du professeur d'université Julius Oskar Ernst Schultze et sa femme Pauline Charlotte Schuster. Elle est l'élève de l'Oberschule de sa ville natale jusqu'au début des années 1950 avant de se rendre à Berlin pour prendre des cours de théâtre auprès de Hilde Körber à l'école d'art dramatique Max-Reinhardt. Dans le même temps, elle décroche son premier petit rôle au cinéma dans Stips, la dernière réalisation de Carl Froelich. Puis, de 1952 à 1953, Ingrid Ernest a son premier engagement au théâtre de Wolfenbüttel. Des performances en tant qu'invitées suivent, qui l'emmènent à Gelsenkirchen et Bochum. De 1954 à 1957, la blonde mince aux cheveux courts travaille pour la NWDR et la WDR à Cologne, où elle est speakerine. Pendant une courte période, Ernest travaille aussi pour la radio à Leipzig et à Berlin.
En 1958, elle reprend son travail d'actrice de cinéma. Deux ans plus tard, Wolfgang Liebeneiner donne à Ingrid Ernest le rôle-titre dans le film Ingeborg, adaptation de la pièce de Curt Goetz par lui-même. Malgré ce retour sur grand écran, l'artiste ne perce pas ; au contraire, on ne voit Ingrid Ernest que sporadiquement dans quelques productions télévisées. En 1962, elle reçoit le rôle principal féminin d'Inken Peters dans une adaptation télévisée du drame familial Vor Sonnenuntergang de Gerhart Hauptmann. En 1963, elle tient de nouveau un rôle principal féminin dans la série adaptée de Francis Durbridge Tim Frazer. En 1968, elle termine son travail à la télévision avec une autre adaptation scénique (Das Käthchen von Heilbronn), cette fois mise en scène par Karl-Heinz Stroux, sous la direction duquel elle jouait au Düsseldorfer Schauspielhaus.
Ingrid Ernest se marie en 1958 au producteur de l'UFA Arno Hauke, de douze ans son aîné.

## Filmographie
- 1951 : Stips (de)
- 1954 : Bitte, Fräulein, schreiben Sie (court métrage TV)
- 1958 : Ist Mama nicht fabelhaft?
- 1960 : Ingeborg
- 1961 : Einladung ins Schloß (TV)
- 1962 : Vor Sonnenuntergang (TV)
- 1963–1964 : Tim Frazer: Der Fall Salinger (de) (TV)
- 1968 : Das Käthchen von Heilbronn (TV)